# Бардин, Валерий Владимирович
Валерий Владимирович Бардин (6 января 1954 — 26 декабря 2017) — системный программист, «пионер Рунета», идеолог и организатор цифровых информационных проектов в СССР и РФ, таких как сеть «Релком», ОС ДЕМОС, Национальная электронная библиотека (НЭБ) и ряда других.

## Биография
Родился 6 января 1954 года. 
Окончил Московский инженерно-физический институт (с 2009 года — Национальный исследовательский ядерный университет «МИФИ»).
Работал программистом в Институте атомной энергии имени И. В. Курчатова (ныне — Национальный исследовательский центр «Курчатовский институт»).
В рамках научных работ по ядерной физике занимался советской компьютерной техникой. В ходе международного научного обмена познакомился с западной операционной системой UNIX и стал одним из организаторов процесса её адаптации под советское оборудование. По воспоминаниям Дмитрия Завалишина:
Все это началось в 85-м, пожалуй. По Москве, среди (немногочисленного) компьютерного люда пошла весть о новейшей и удивительной операционной системе Юникс. Которую русские умельцы подковали для работы на Советских ЭВМ, и это — последнее слово в вычислительной технике. Уставшие от рутины вычислительные центры схватились за новинку почти все сразу, и потянулись гонцы с магнитными лентами, вопросами и пожеланиями в Курчатовский институт. К тем, кто первым сделал шаг к новой ОС. Рудневу, Аншукову, Антонову, Володину и — Бардину. И как-то было ясно, когда ты начинал с ними говорить, что именно он, Валера, был движущей силой этого проекта.
Клон UNIX, созданный таким образом, стал известен как ДЕМОС, и за его создание коллектив Бардина был награждён премией Совета министров СССР по науке и технике в 1988 году. На базе компьютеров с ДЕМОС Бардин с соратниками стали строить компьютерную сеть всесоюзного масштаба «Релком», предназначенную для массового пользования. Хотя в СССР в это время с начала 1980-х годов существовала закрытая «Академсеть», имевшая с 1982 года подключение к тому, что потом стало Интернетом. Сеть «Релком» подключилась к Интернету через Финляндию 28 августа 1990 года.
 Завалишин:  
Оказывается, Российский сегмент мировой сети в конце прошлого века был крупнейшим в Европе. Важно ли это? Ещё как важно — весь успех современного Российского интернета был выкован в те годы, когда в стране образовались тысячи мелких узлов сети, в которых и выросли сегодняшние профессионалы Интернета. Почему так вышло? Я вернусь к самому началу истории — к появлению Советского Юникса. Чтобы его сделать, нужно было получить полные исходные тексты оригинальной операционной системы. Они присутствовали в стране полностью, но части находились в руках разных людей. И никто не хотел делиться, надеясь, что раздобудет недостающее и станет монополистом. Бардин первый начал раздавать все имеющиеся материалы, девальвировав тем самым их ценность, и через небольшое время пул публично доступных частей Юникса стал столь велик, что держатели недостающих частей почувствовали себя глупо и вложили свою лепту в общий котёл. Аналогично Бардин поступил и при создании сети Релком — всё программное обеспечение, разработанное для работы сети в Москве, раздавалось полностью бесплатно. В итоге вопрос запуска регионального узла сети сводился к тому, чтобы найти компьютер и пару модемов: это и привело к тому, что мы обогнали сонную Европу буквально за несколько лет. Правильно ли это было с точки зрения бизнеса? Наверное, не совсем. Полезно ли это было для страны? Точно да.
Бардин сыграл ключевую роль в поддержании в рабочем состоянии сети «Релком» в дни августовского путча 1991 года.
Впоследствии Бардин принимал участие в создании большого количества проектов в области компьютерных сетей и информационных технологий. Работая в Национальной службе новостей, он первым в России придумал выкладывать новости в зарождавшийся тогда Интернет и реализовал эту возможность технически.
Лауреат «Национальной Интел-интернет-премии» 2000 года в категории «Дело всей жизни».
Этапы профессиональной деятельности:
- 1982 год — окончил Московский инженерно-физический институт (МИФИ);
- кооператив «Демос» — директор по развитию (кооператив был основан в 1987 году и создал, в частности, первую советскую версию операционной системы Unix — ОС ДЕМОС[8]);
- АО «Релком» — директор по развитию (1992—?)[9];
- Национальная служба новостей — директор по развитию[10];
- Национальная электронная библиотека — директор по развитию;
- ООО «Интегрум» — директор по развитию;
- «Инфоскан» — директор по развитию;
- «Relteam» — директор по развитию.

Валерий Бардин умер 26 декабря 2017 года на 64-м году жизни в Москве от онкозаболевания.

## Интервью и выступления
- Фонд Развития Интернет
- Радио Свобода
- Независимая Газета
- Computerworld
- История Интернета в России — Алексей Руднев
- История первых Юниксов — Николай Саух